# 1715
1715 (MDCCXV) byl rok, který dle gregoriánského kalendáře započal úterým.

## Události
- 24. dubna – Severní válka: Dánské loďstvo porazilo švédské nájezdníky v bitvě u Fehmarnu.[1]
- 3. května – V Anglii a severní Evropě lidé pozorovali úplné zatmění Slunce, které předem předpověděl anglický astronom Edmund Halley a bylo po něm nazváno Halleyovo zatmění.
- 27. června – Vojáci Osmanské říše se vylodili na poloostrově Peloponés a do prosince odsud vytlačili po 29 letech Benátčany.
- 12. července–23. prosince – Při obléhání Stralsundu byli Švédové poraženi dánskou, pruskou a saskou armádou.
- 1. září – Po 72 letech vlády zemřel francouzský král Ludvík XIV. a na trůn nastoupil jeho pětiletý pravnuk Ludvík XV.
- Jakobitské povstání ve Skotsku, Irsku a Anglii a snaha dosadit Jakuba Františka Stuarta na trůn Velké Británie.
- Čína dobyla Mongolsko a Východní Turkestán.
- Probíhala válka mezi Francouzi a Indiány v Nové Francii (do roku 1716).

### Probíhající události
- 1700–1721 – Severní válka

## Narození

### Česko
- 24. ledna – Václav Kalous, skladatel chrámové hudby († 22. července 1786)
- 17. března – Charlota z Moravce, šlechtična († 21. října 1765)
- 5. září
  - Václav Viktor Morávek, sochař († 31. března 1779)
  - Ignác Raab, malíř († 2. února 1787)
- neznámé datum – Jan Kammereith, sochař († 1769)

### Svět

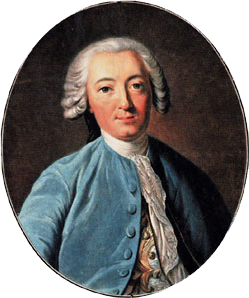
Claude-Adrien Helvétius

- 26. ledna – Claude-Adrien Helvétius, francouzský filosof a encyklopedista († 26. prosince 1771)
- 29. ledna – Georg Christoph Wagenseil, rakouský hudební skladatel († 1. března 1777)
- 8. února – Pasquale Cafaro, italský hudební skladatel a pedagog († 25. října 1787)
- 20. dubna – Saliha Sultan, osmanská princezna a dcera sultána Ahmeda III. († 11. října 1778)
- 3. července
  - Nicola Calandro, italský hudební skladatel († ?)
  - Filip Gotthard Schaffgotsch, slezský kněz, vratislavský biskup († 5. ledna 1795)
- 1. září – Andrej Jaslinský, slovenský fyzik a filosof († 1. ledna 1784)
- 30. září – Étienne Bonnot de Condillac, francouzský kněz, filozof, encyklopedista († 3. srpna 1780)
- 23. října – Petr II., ruský car († 30. ledna 1730)
- 16. listopadu – Girolamo Abos, maltsko-italský hudební skladatel († říjen 1760)
- 24. listopadu – Anna Nitschmann, německá básnířka a misionářka Moravské církve († 21. května 1760)
- 8. listopadu – Alžběta Kristýna Brunšvicko-Bevernská, pruská královna († 13. ledna 1797))
- 11. prosince – Johann Valentin Tischbein, německý malíř († 24. dubna 1768)
- 12. prosince – Gennaro Manna, italský hudební skladatel a pedagog († 28. prosince 1779)
- neznámé datum
  - Jakub Surovec, slovenský vůdce zbojníků († 10. listopadu 1740)
  - Gioacchino Cocchi, italský hudební skladatel († 1804)

## Úmrtí

### Česko
- 1. dubna – Ondráš, slezský zbojník (* 13. listopadu 1680)
- 28. července – Jakub Kresa, jezuitský matematik (* 19. července 1648)
- 3. října – Ferdinand August z Lobkovic, šlechtic a diplomat (* 7. září 1655)
- 4. prosince – Karel Josef Lotrinský, biskup olomoucký a arcibiskup trevírský (* 24. listopadu 1680)

### Svět

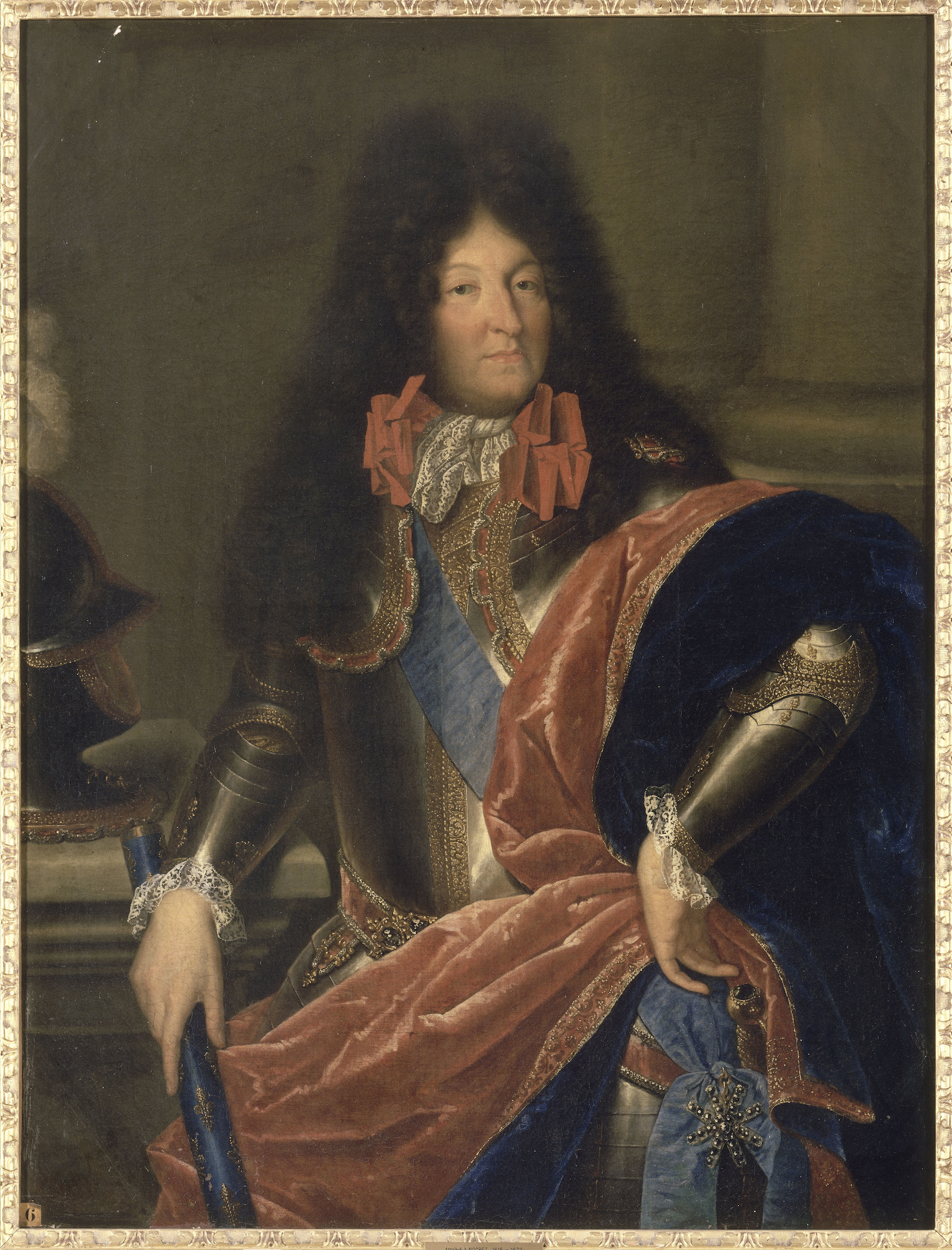
Ludvík XIV. († 1. září)

- 7. ledna – François Fénelon, francouzský teolog, básník a spisovatel (* 6. srpna 1651)
- 22. ledna – Marc’Antonio Ziani, italský hudební skladatel (* 1653)
- 19. února – Domenico Egidio Rossi, italský architekt a stavitel (* 1659)
- 25. února – Pchu Sung-ling, čínský spisovatel (* 5. června 1640)
- březen – William Dampier, anglický mořeplavec (* 5. září 1652)
- 18. června – Jindřich František Mansfeld, rakouský diplomat, polní maršál (* 21. listopadu 1640)
- 1. září – Ludvík XIV., francouzský král (* 5. září 1638)
- 13. října – Nicolas Malebranche, francouzský teolog a vědec (* 5. srpna 1638)
- 2. listopadu – Šarlota Sofie Brunšvicko-Wolfenbüttelská, matka ruského cara Petra II. (* 29. srpna 1694)
- 6. listopadu – Emetullah Rabia Gülnuş Sultan, manželka osmanského sultána Mehmeda IV., matka sultánů Mustafy II. a Ahmeda III. (* 1642)
- 24. listopadu – Hedvika Eleonora Holštýnsko-Gottorpská, švédská královna, manželka Karla X. Gustava (* 23. října 1636)

## Hlavy států

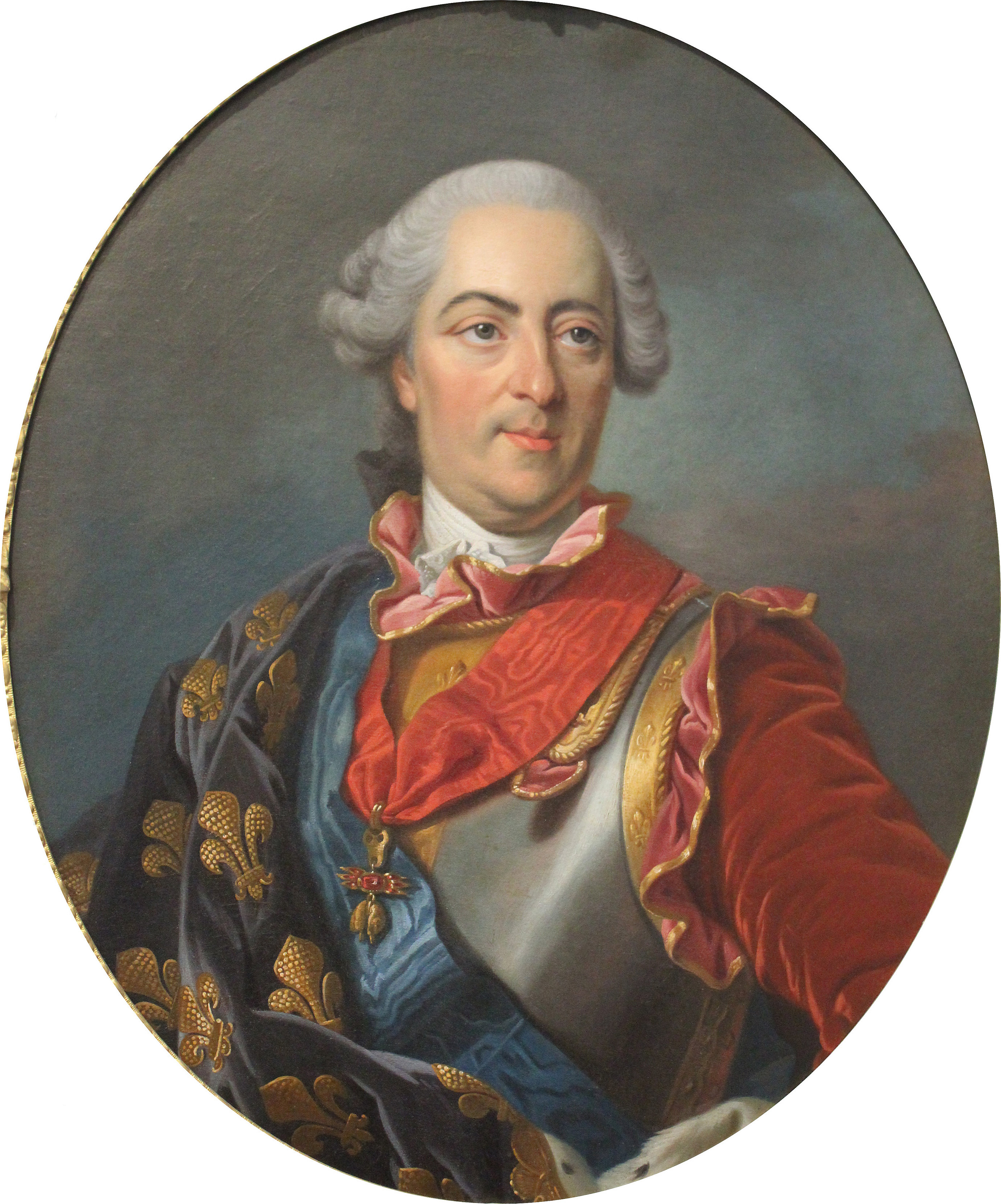
Francouzským králem se stal Ludvík XV.

- Dánsko-Norsko – Frederik IV. (1699–1730)
- Francie – Ludvík XIV. (1643–1715) / Ludvík XV. (1715–1774)
- Habsburská monarchie – Karel VI. (1711–1740)
- Osmanská říše – Ahmed III. (1703–1730)
- Polsko – August II. (1709–1733)
- Portugalsko – Jan V. (1706–1750)
- Prusko – Fridrich Vilém I. (1713–1740)
- Rusko – Petr I. (1682–1725)
- Španělsko – Filip V. (1700–1724)
- Švédsko – Karel XII. (1697–1718)
- Velká Británie – Jiří I. (1714–1727)
- Papež – Klement XI. (1700–1721)
- Japonsko – Nakamikado (1709–1735)
- Perská říše – Husajn Šáh (1694–1722)